# دون دول
دون دول (بالإنجليزية: Don Doll) هو لاعب كرة قدم أمريكية أمريكي، ولد في 29 أغسطس 1926 في لوس أنجلوس في الولايات المتحدة، وتوفي في 22 سبتمبر 2010 في سان جوان كابيسترانو في الولايات المتحدة.

## وصلات خارجية
- دون دول على موقع مرجع كرة القدم المحترفة.كوم (الإنجليزية)